# Forgolány
Forgolány (ukránul Форголань) falu  Ukrajnában, Kárpátalján, a Beregszászi járásban.

## Fekvése
Nagyszőlőstől 12 km-re délnyugatra, a Batár-patak jobb partján fekszik.

## Nevének eredete
Neve a régi német eredetű magyar Folocram személynévből ered. Ukrán neve a magyar név erőszakolt fordítása (divicja = lány).

## Története
Forgolány nevét 1320-ban Folgram néven említette először oklevél. Nevét egykori birtokosáról az ugocsai kisnemes Forgolanról kapta, aki valószínűleg flamand telepes volt.
A 14. századtól már magyarok voltak birtokosai.
A falut 17. – 18. században ruszinokkal telepítették be.
1910-ben 668, túlnyomórészt magyar lakosa volt. A trianoni békeszerződésig Ugocsa vármegye Tiszántúli járásához tartozott. Lakossága jelenleg 845 fő (2005-ös adatok), Nemzetiségi megoszlás szerint magyar: 770, orosz: 4, roma: 20, ukrán: 16, egyéb: 2.

## Nevezetességek
- Református temploma - 1780-ban épült klasszicizáló barokk stílusban. 1844-ben leégett, 1854-ben állították helyre.